# 影山貴彦
影山 貴彦（かげやま たかひこ、1962年12月28日 - ）は、日本のメディア評論家。同志社女子大学学芸学部メディア創造学科教授。コラムニスト。
専門は、放送を中心としたメディア研究（メディアエンターテインメント論）。血液型はB型。既婚。

## 来歴
岡山県岡山市生まれ。岡山県立岡山芳泉高等学校（五期生）を経て、早稲田大学政治経済学部卒業。後に文学修士号（関西学院大学大学院）取得（2000年）。関西学院大学大学院文学研究科博士後期課程中退。
1986年4月に株式会社毎日放送(MBS)に入社、2001年9月にMBSを退社。テレビ、ラジオ番組の制作、編成業務に従事。代表プロデュース番組に「MBSヤングタウン」がある。毎日放送名誉職員。
2002年4月から同志社女子大学准教授を経て現職。

## 著書
- 『テレビドラマでわかる平成社会風俗史』（実業之日本社）2019年 ISBN 978-4-408-33870-5
- 『影山教授の 教え子が泣きにくる。〜涙が笑顔にかわる京都の女子大研究室〜』 (EARC) 2014年 ISBN 978-4-904649-08-4
- 『テレビのゆくえ:メディアエンターテインメントの流儀』（世界思想社）2008年 ISBN 4-7907-1338-5
- 『就職☆勝つヒント』（ナカニシヤ出版）2006年 ISBN 4-7795-0120-2
- 『百恵讃:学生たちと先生の山口百恵』（晃洋書房）2005年 ISBN 4-7710-1686-0
- 『おっさん力』（PHP研究所）2004年 ISBN 4-569-63526-1
- 『華:メディアエンターテインメントの世界』（世界思想社）2003年 ISBN 4-7907-1005-X
- 『社会人大学院生入門:社会人だからこそ楽しめる』（世界思想社）2002年 ISBN 4-7907-0939-6

## 連載コラム
- 影山貴彦のエンタメ玉手箱（「彩」きたしん総合研究所）2023年11月-
- 影山貴彦のドラマ批評（通販生活web）2022年12月-
- 教え子がくれるヒント（日刊ゲンダイ）2022年6月
- メディアから時代が見えてくる(「やくしん」)2019年12月-
- 人気でドラマでみる平成という時代（夕刊フジ）2019年8月
- 読みテレ・影山貴彦のウエストサイドTV（（読売テレビwebマガジン）2019年-
- 愛しあってるかい！名セリフと名場面で振り返る平成ドラマ30年史（関西ウォーカーweb）2018年8月-2019年10月
- 影山貴彦のテレビコラム・テレビのホンネ。がんばれ関西ローカル！（関西ウォーカー）2016年3月-2020年11月
- 影山貴彦のテレビ燦々（毎日新聞）2016年1月-
- テレビドラマがあった時代（ダーナ）2012年1月-2012年11月
- 日だまりカフェ（読売新聞）2010年7月
- 今を生きよう、とことんおっさん（ダーナ）2006年-2008年
- メディア横丁（朝日新聞）2004年4月-2004年9月
- 潮音風声（読売新聞）2003年10月-2003年12月

## 社会活動
- 大阪市広報報道アドバイザー（2007年-2013年）
- GAORA番組審議会副委員長（2007年10月 - ）
- 上方漫才大賞審査委員（2010年 -2020年 ）
- 関西ATP賞 審査委員（2014年 -2019年）
- 日本笑い学会理事（2014年 -）
- コンフィデンスアワード・ドラマ賞審査員（2015年 -2018年4月）
- 日本民間放送連盟賞テレビエンターテインメント部門　近畿地区審査員（2017年、2018年、2022年）
- ABCラジオ番組審議会委員長（2018年-）
- カドキング カド決勝(松竹芸能主催) 審査員(2020年)
- 日本民間放送連盟賞ラジオエンターテインメント部門　近畿地区審査員（2021年）
- Yahoo!ニュース公式コメンテーター(2021年-)
- ギャラクシー賞（放送批評懇談会）テレビ部門委員（2022年-）

## 受賞
- 雑誌「上方芸能」150号記念論文優秀賞受賞（2003年）
  - 受賞論文：「上方芸能、その愛すべき閉鎖性についての提言」（「上方芸能」153号 2004年9月）
- 公益信託高橋信三記念放送文化振興基金（2002年）

## 所属学会等
- 日本マス・コミュニケーション学会
- 日本コミュニケーション学会
- 日本比較文化学会
- 日本笑い学会
- 日本映画学会
- 放送批評懇談会

## 出演番組

### レギュラー
- カンテレ通信（関西テレビ）コメンテーター　2016年4月 -2019年6月
- 和歌子・影山教授のぱれっと。（ABCラジオ）2011年7月 - 2011年12月・2012年4月 - 2012年9月 毎週日曜日9:45 - 10:00

### ゲスト
- サラダトーク～お仕事カフェ～（ABCラジオ）2016年6月26日・7月3日
- それテレビ大阪やろ。春祭り　開局35周年記念番組（テレビ大阪）2017年3月5日
- ラジオ演芸もん（ABCラジオ）2017年4月16日・23日
- 高山トモヒロのオトナの部室（ABCラジオ）2016年、2017年、2018年、2019年、2020年、2021年
- 三上公也の情報アサイチ!（ラジオ関西）2018年8月20日-23日　2018年9月3日
- 角田龍平の蛤御門のヘン（KBS京都ラジオ）2019年7月10日  2020年4月15日　2023年1月11日
- Friday Relaxing Space Go！Go！（エフエム滋賀）2019年8月2日
- キモイリ！（KBS京都テレビ）2019年8月31日
- ドッキリ！ハッキリ！三代澤康司です！お正月だよ全員集合スペシャル～未来予想でホンマ・ミーア！～（ABCラジオ）2022年1月1日
- ますだおかだ増田のラジオハンター（ABCラジオ）2022年2月17日
- TOMOLAB.〜TOMORROW LABORATORY（J-WAVE）2022年10月1日
- 世界一受けたい授業(日本テレビ)2022年11月5日

## シンポジウム
- 関西テレビ制作現場と教育現場からみたメディアリテラシー（2018年3月28日）講演およびモデレータ
- Inter BEE2017「準キー局よもやま話～東京とローカルの狭間で」（2017年11月17日）モデレータ
- 日本笑い学会第23回全国大会シンポジウム「おもろ大阪　笑うまちには福来る」（2016年7月17日）コメンテーター
- 第63回民間放送全国大会　テレビシンポジウム「ローカルコンテンツとテレビのこれから」（2015年11月10日）コメンテーター
- NHK文研フォーラム2015 「放送90年これまで、そしてこれから」 テレビ視聴の東西差を探る（2015年3月3日）コメンテーター

## 免許・資格
- 四輪自動車国内A級ライセンス（モータースポーツライセンス）

## ゼミ卒業生
- 中島めぐみ（関西テレビアナウンサー)